# Shopping Promenade Riviera
Shopping Promenade Riviera (anciennement Polygone Riviera) est un centre commercial situé à Cagnes-sur-Mer dans les Alpes-Maritimes en France et inauguré en 2015. Il compte une centaine de boutiques, une vingtaine de restaurants ainsi que dix salles de cinéma.

## Description
Le centre commercial occupe une surface de 70 000 m2 au nord-ouest du centre-ville de Cagnes-sur-Mer et est le résultat d'un investissement de 350 millions d'euros partagé à parité entre Unibail-Rodamco et Socri, spécialiste de l'hôtellerie de luxe et de l'immobilier commercial.
Durant les phases préparatoires, les promoteurs tablent sur 8 à 10 millions de visiteurs annuels et la création de 1500 emplois. En 2018, la direction annonce que le centre a accueilli 7 millions de visiteurs.
Le 19 novembre, le nouveau propriétaire du centre depuis fin 2023, annonce avec effet immédiat le changement de nom en Shopping Promenade Riviera. Ce changement de nom s'accompagne de plusieurs ouvertures et agrandissements d'enseigne et de l'annonce d'un bowling en remplacement du Printemps dont la fermeture est prévue pour 2025.

## Propriétaire
Le centre commercial est la propriété du groupe Frey. Le groupe financier foncier français l’a acquis auprès de la multinationale Unibail-Rodamco-Westfield en octobre 2023 pour un montant total de 272,3 millions d’euros. À la suite de ce rachat, le directeur du site annonce qu’une enquête auprès des clients actuels et potentiels incite à renforcer l’offre autour de la famille, du loisir et du sport.